# Ван Вели, Люк
Люк ван Вели (нидерл. Loek van Wely; род. 7 октября 1972, Бернхезе, Северный Брабант) — нидерландский шахматист, гроссмейстер (1993).
В составе национальной сборной участник 12 олимпиад (1992—2014) и 7 командных чемпионатов Европы (1992—2005, 2011) и 9-го командного чемпионата мира (2013) в Анталии.
Член символического клуба победителей чемпионов мира Михаила Чигорина с 24 января 2003  года.
Восьмикратный чемпион Нидерландов (2000—2005, 2014, 2017), трёхкратный чемпион Европы (2001, 2003, 2005) в составе сборной Нидерландов.

## Изменения рейтинга
| Графики недоступны из-за технических проблем. См. информацию на Фабрикаторе и на mediawiki.org. |